# تأثير الحجب
تأثير الحجب في الفيزياء الذرية هو مصطلح يصف قوى التجاذب بين الإلكترون والنواة في أي ذرة لها أكثر من غلاف إلكتروني واحد. يعرّف تأثير الحجب أنه الانخفاض في الشحنة النووية على السحابة الإلكترونية، نظراً لاختلاف في قوى التجاذب للالكترونات والنواة، والناشئ عن وجود إلكترونات مجاورة، وبما أن الإلكترونات لها جميعها الشحنة السالبة نفسها فيحدث نوع من التنافر يؤدي إلى ذلك الانخفاض في التجاذب مع النواة.
يصعب حساب تأثير الحجب بمقدار كمي دقيق في ميكانيكا الكم؛ ولكن بدلاً عن ذلك يمكن إجراء حساب تقريبي للشحنة النووية الفعالة على كل إلكترون حسب العلاقة:
{\displaystyle Z_{\mathrm {eff} }=Z-\sigma \,}
حيث Z العدد الذري، وهو عدد البروتونات في النواة، و {\displaystyle \sigma \,} هو متوسط عدد الإلكترونات بين النواة والإلكترون المعني. يمكن حساب {\displaystyle \sigma \,} باستخدام مبادئ كيمياء الكم ومعادلة شرودنغر أو باستخدام قواعد سلاتر Slater's rules.

## اقرأ أيضاً
- شحنة نووية فعالة
- تأثير الزوج الخامل